# أكي هانسون
أكي هانسون (بالسويدية: Åke Hansson)‏ (7 مايو 1927 بالسويد - 6 سبتمبر 2015) هو لاعب كرة قدم سويدي في مركز الوسط. لعب مع نادي مالمو.

## وصلات خارجية
- أكي هانسون على موقع اتحاد السويد (السويدية)
- أكي هانسون على موقع قاعدة بيانات كرة القدم.إي يو (الإنجليزية)